# Velike Lese
Velike Lese – wieś w Słowenii, w gminie Ivančna Gorica. W 2018 roku liczyła 133 mieszkańców.